# Roberto Bardéz
Roberto Bardéz (Robert Bäurle; * 6. Dezember 1962 in Buenos Aires; † 26. Dezember 2010 auf Korfu) war ein deutscher Journalist und Schriftsteller. Roberto Bardéz ist ein Pseudonym für den wahren Namen des Autors, Robert Bäurle.

## Vita des Pseudonyms Roberto Bardéz
Roberto Bardéz soll laut eigener Aussage aus Argentinien stammen und dort ein bekannter Krimiautor sein. Er soll Anfang der 60er Jahre in Buenos Aires geboren worden sein. Da sein Vater als Diplomat öfter versetzt worden sein soll, soll Roberto eine aufregende Kindheit gehabt haben. Er soll sich schon früh dem Schreiben zugewandt haben. Nach einer privaten Tragödie, die ihn fast zu einem Terroristen gemacht haben soll, sei er Krimi-Autor geworden. 

## Vita des Robert Bäurle
Er lebte seit Anfang 2000 im Ort Afionas auf der griechischen Insel Korfu.
Robert Bäurle starb am 26. Dezember 2010 an Herzversagen.

## Krimireihe
Bäurle hat die Krimireihe "Der Bulle von Korfu" ins Leben gerufen. Die Fälle spielen zumeist im Nordwesten der Insel Korfu. Verwickelt sind neben fiktiven auch reale Personen. Die Handlungsorte sind meist real. Die Fälle werden von Roberto Bardéz, der in der Ich-Form schreibt und einem Freund, dem ehemaligen deutschen Kriminalkommissar Hartmut Kolbe sowie unter Mithilfe des örtlichen Gendarmen Georgos Katsatopoulos, dem Reviervorsteher der Gemeinde Karousades sowie Manousos, einem lokalen Bauunternehmer, gelöst. 

## Werke
- Harko und das tote Mädchen am Strand, 2004, HSB-Verlag Nagold, ISBN 978-3-9810177-0-0
- Harko und der V-Mann, 2004, HSB-Verlag Nagold, ISBN 978-3-9810177-1-7
- Harko und der Kunstprofessor, 2005, HSB-Verlag Nagold, ISBN 978-3-9810177-2-4
- Harko und der tote Trucker, 2010, Hsb Stuttgart, ISBN 978-3-9810177-3-1